# Хемејуш (Бакау)
Хемејуш (рум. Hemeiuș) насеље је у Румунији у округу Бакау у општини Хемејуши. Oпштина се налази на надморској висини од 175 m.

## Становништво
Према подацима из 2011. године у насељу је живело 1315 становника.